# Hexagrammos decagrammus
Hexagrammos decagrammus är en fiskart som först beskrevs av Pallas, 1810.  Hexagrammos decagrammus ingår i släktet Hexagrammos och familjen Hexagrammidae. Inga underarter finns listade i Catalogue of Life.